# Il comandante e la cicogna
Il comandante e la cicogna è un film del 2012 diretto da Silvio Soldini.

## Trama
L'idraulico Leo, rimasto vedovo, provvede da solo ai suoi due figli adolescenti, parlando, ogni notte, con il fantasma della moglie. Quando la figlia Maddalena sarà coinvolta, a sua insaputa, in un video pornografico per colpa del suo ex fidanzato, Leo si rivolgerà all'avvocato Malaffano per far rimuovere il video da Internet e querelare i genitori dell'ex fidanzato della figlia. Nello studio del legale, Leo incontrerà la squattrinata artista Diana, della quale si invaghirà, sempre in lotta per recuperare i soldi dell'affitto del suo appartamento di proprietà di Amanzio, un bizzarro intellettuale che non lavora da nove anni e passa le giornate andando in giro per la città a dare consigli e a fare osservazioni, non troppo gradite,  sul malcostume della società. Intanto Elia, il figlio più piccolo di Leo, un ragazzo già molto maturo, che si pone domande esistenziali e ha a cuore la salvaguardia dell'ambiente, stringe amicizia con Amanzio. Leo, per non pagare la parcella dell'avvocato Malaffano, accetterà di fare da prestanome nella compravendita di un lussuoso appartamento, senza considerare le conseguenze legali. Quando, poi, la cicogna Agostina volerà via in Svizzera, Elia e Amanzio si precipiteranno a recuperarla, senza avvertire Leo che, preoccupato, si lancerà a sua volta nella ricerca del figlio.

## Riprese e location
Le riprese del film sono iniziate nell'ottobre del 2011 e si sono svolte in Valle d'Aosta, Piemonte e Lombardia per dieci settimane complessive. Nel film si riconoscono viali e piazze di Torino, nonché alcune vie attorno alla stazione di Milano Centrale.

## Distribuzione
La distribuzione del film è curata dalla Warner Bros., che ha distribuito il film nelle sale italiane a partire dal 18 ottobre 2012.

## Premi e riconoscimenti
- 2013 - David di Donatello
  - Nomination Migliore attore non protagonista a Giuseppe Battiston
- 2013 - Nastri d'argento
  - Nomination Migliore attrice non protagonista a Claudia Gerini
  - Nomination Migliore canzone originale (La cicogna) a Vinicio Capossela e Banda Osiris
- 2013 - Ciak d'oro[3]
  - Nomination Migliore attrice non protagonista a Claudia Gerini
  - Nomination Miglior canzone originale a Vinicio Capossela
  - Nomination Migliori costumi a Silvia Nebbiolo